# Campanula latifolia
Campanula latifolia es una planta de la familia de las campanuláceas.

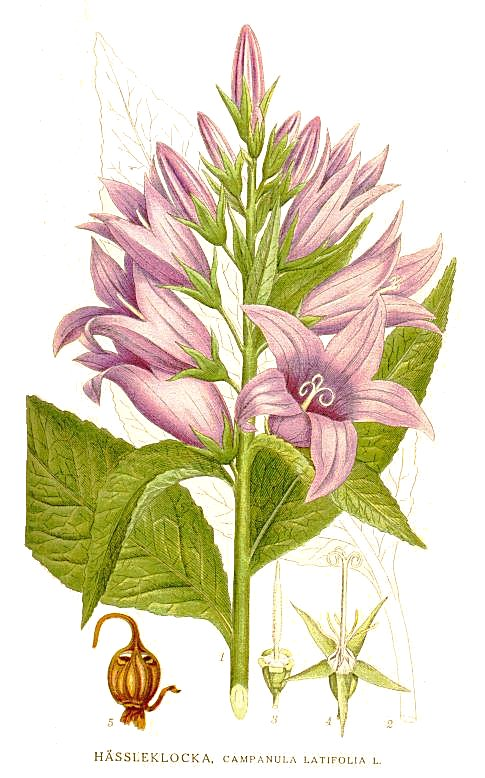
Ilustración

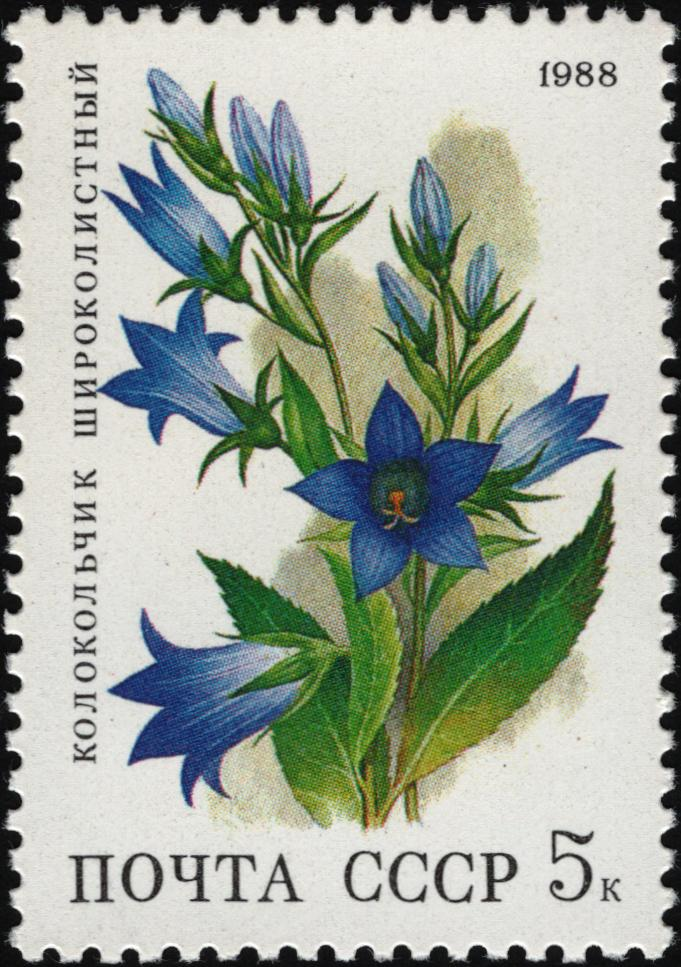
Sello postal de la planta

## Descripción
Es una planta perenne, robusta, erecta, suave o espaciadamente pelosa, de 50-120 cm, de tallo romo-angular. Tiene hojas ovadas, puntiagudas, irregularmente dobledentadas, las inferiores pecioladas, las superiores sentadas. Sus flores son azules, moradas o blancas, de 4-5,5 cm, con lóbulos ligeramente más cortos que el tubo corolino, pelosas en su interior, en una espiga terminal foliosa. El cáliz tiene un tubo corto de 5 costillas y dientes erectos de hasta 2,5 cm de largo. Florece en  verano.

## Hábitat
Suele darse en bosques y setos.

## Distribución
Se encuentra en gran parte de Europa, excepto Noruega, Albania, Grecia, Turquía, Portugal, Irlanda e Islandia. Fue introducida en Bélgica y Holanda.

## Taxonomía
Campanula latifolia fue descrita por Carolus Linnaeus y publicado en Species Plantarum 1: 165. 1753.
Etimología
Campanula: nombre genérico diminutivo del término latíno campana, que significa "pequeña campana", aludiendo a la forma de las flores.
latifolia: epíteto latino que significa "con hojas anchas".
Sinonimia
- Campanula macrantha (Fisch. ex Sims) Hook.
- Drymocodon latifolium (L.) Fourr.
- Trachelioides latifolia (L.) Opiz[5][6]

subsp. latifolia
- Campanula brunonis Wall.
- Campanula eriocarpa M.Bieb.
- Campanula macrantha Hornem.
- Campanula macrantha var. polyantha Hook.
- Campanula urticifolia All.[7]

subsp. megrelica (Manden. & Kuth.) Ogan.
- Campanula megrelica Manden. & Kuth.[8]

## Nombres comunes
- Castellano: campanilla, campanillas.[9]